# Jednorodność chemiczna kryształu
Jednorodność chemiczna kryształu – polega na tym, że kryształ w każdym swoim miejscu wykazuje jednakowy skład chemiczny.
Wskutek różnych zakłóceń zachodzących podczas narastania kryształu jednorodność chemiczna nie zawsze bywa w pełni zachowana, np. z powodu budowy strefowej. 